# Cryptotriton monzoni
Cryptotriton monzoni es una especie de salamandra en la familia Plethodontidae.

## Distribución geográfica y hábitat
Es endémica del departamento de Zacapa (Guatemala). Su hábitat natural son los montanos húmedos tropicales o subtropicales. Su rango altitudinal oscila alrededor de 1570 m s. n. m..
Está amenazada de extinción debido a la destrucción de su hábitat.